# Берекент
Берекент — упразднённое село в Магарамкентском районе Дагестана. На момент упразднения входило в состав Тагиркент-Казмалярского сельсовета. Упразднено в 1966 году.

## География
Располагалось в горной части Магарамкентского района на границе с Сулейман-Стальским районом, в 3 км (по-прямой) к востоку-северо-востоку от села Испик.

## История
По данным на 1929 год село состояло из 16 хозяйств, в административном отношении входило в состав Юхари-Ярагского сельсовета Касумкентского района. В 1960 году передано в состав Тагиркент-Казмалярского сельсовета. В 1966 году село оказалось в эпицентре Касумкентского землетрясения и частично было разрушено. Было принято решение населённый пункт не восстанавливать, а население переселить на центральную усадьбу совхоза «Свердловский» в село Тагиркент-Казмаляр. Исключено из учётных данных указом ПВС ДАССР от 01.09.1966 г.

## Население
| Год     | 1886 | 1895 | 1908 | 1926 | 1939 |
| ------- | ---- | ---- | ---- | ---- | ---- |
| человек | 259  | 241  | 224  | 62   | 148  |

По данным Всесоюзной переписи населения 1926 года, в национальной структуре населения лезгины составляли 100 %